# Claire Maurier
Claire Maurier, nom artístic d'Odette Agramon (Ceret, 27 de març del 1929), és una actriu nord-catalana especialitzada en papers còmics amb una llarga carrera al teatre, el cinema i la televisió.

## Biografia
El seu pare tenia una sala de cinema a Tolosa de Llenguadoc, cosa que potser revelà una vocació teatral que se li havia desvetllat ja de ben jove, interpretant la Ventafocs a l'"École de plein air" d'Arcachon. Als setze anys va ser admesa al conservatori de Bordeus, i durant un bienni actuà als teatres locals; el 1947 obtingué un primer premi en la categoria de comèdia i un segon premi en la de tragèdia. Es traslladà a París a completar la seva formació amb René Simon, de qui en fou deixeble durant dos anys. El 1951 va fer el seu primer paper important, Lisistrata, a l'adaptació que Maurice Donnay havia fet de la gran comèdia clàssica.
Després d'haver fet alguns petits papers al cinema i al teatre, es distingí el 1957 a Le dos au mur, cosa que feu que François Truffaut la descobrís i li oferís, el 1959, fer de mare inconstant de Jean-Pierre Léaud a Les Quatre Cents Coups. Posteriorment seria l'esposa provençal bígama de Bourvil i Fernandel a la pel·lícula del 1963 La Cuisine au beurre. Tres lustres més tard feu de mare (biològica) a La gàbia de les boges (1978) i de Madeleine a Un mauvais fils, de Claude Sautet.
Tota la seva carrera ha compaginat el cinema amb el teatre, amb incursions al mitjà televisiu com la interpretació de "Maryse Berthelot", una de les protagonistes de la tele-sèrie Faites comme chez vous (2005).

## Filmografia

### Cinema
(Llargmetratges: directors i papers)
- 1950 Les vacances finissent demain d'Yvan Noé: Anne-Marie
- 1951 Ce coquin d'Anatole d'Émile Couzinet: Germaine de la Boëtie
- 1952 Rayés des vivants de Maurice Cloche: una noia
- 1952 Un caprice de Caroline chérie de Jean-Devaivre: Jeannette
- 1953 La Belle de Cadix de Raymond Bernard i d'Eusebio Fernández Ardavin: Alexandrine Dupont
- 1955 L'amour est quelque part de Gaston Schoukens: Lili
- 1956 Les aventures de Gil Blas de Santillane de René Jolivet i Ricardo Muñoz Suay
  - Ce soir les jupons volent de Dimitri Kirsanoff: maniquí estranger
  - La marquise des anges de Bernard Borderie[notes 5]
- 1957 Le dos au mur d'Édouard Molinaro: Ghislaine
  - Une parisienne de Michel Boisrond: Caroline
- 1959 Les Canailles Maurice Labro: June Chalmers
  - Les Quatre Cents Coups de François Truffaut: Gilberte Doinel, la mare
  - Une fille pour l'été d'Édouard Molinaro: Viviane
- 1960 Le bourreau attendra de Robert Vernay i José Antonio de la Loma: Marina Larsen
  - Une gueule comme la mienne / Gestapo contre X de Frédéric Dard i Pierre Granier-Deferre: Claire Médina-Etiévant
- 1961 De quoi tu te mêles, Daniela ! de Max Pécas: Esméralda
  - Douce violence de Max Pécas: Claire
  - Les Livreurs de Jean Girault: Bedelia
- 1963 Cuinar amb mantega (La cuisine au beurre) de Gilles Grangier: Christiane
- 1964 Merveilleuse Angélique de Bernard Borderie: Ninon de Lenclos
  - Requiem pour un caïd de Maurice Cloche: Jeannette Sorel
- 1965 Quand passent les faisans d'Édouard Molinaro: Micheline Camus
- 1969 La xicota del pirata (La fiancée du pirate) de Nelly Kaplan: Irène
- 1972 Le gang des otages d'Édouard Molinaro: Nelly
- 1974 Impossible... pas français de Robert Lamoureux: Mauricette Brisset
- 1977 Les petits câlins de Jean-Marie Poiré: mare de Sophie
- 1978 La cage aux folles d'Édouard Molinaro: Simone Deblon
- 1979 La ville des silences de Jean Marbœuf: Muriel
- 1980 Un mauvais fils de Claude Sautet: Madeleine
- 1981 Itinéraire bis de Claude Drillaud: Marthe
- 1983 Vous habitez chez vos parents ? de Michel Fermaud: Alice Martell
- 1996 Un air de famille de Cédric Klapisch: Madame Ménard, la mare
- 1997 Riches, belles, etc. de Bunny Schpoliansky: la dona salvatge
- 1998 L'homme de ma vie de Stéphane Kurc: Nelly
- 2001 Le Fabuleux Destin d'Amélie Poulain de Jean-Pierre Jeunet: Suzanne
- 2002 La petite prairie aux bouleaux de Marceline Loridan-Ivens: Ginette
- 2003 Les clefs de bagnole de Laurent Baffie: l'anciana del parc
- 2004 Nuit noire de Daniel Colas: la mare
- 2006 Les ambitieux de Catherine Corsini: senyora Zahn
  - Le héros de la famille de Thierry Klifa: Colette
  - La vie d'artiste de Marc Fitoussi: l'agent d'Alice
- 2009 La tête en friche de Jean Becker: Jacqueline, la mare de Germain[notes 6]
- 2010 Coursier de Hervé Renoh: l'experta

### Televisió
(selecció: papers secundaris a moltes sèries)
- 1958 Les cinq dernières minutes de Claude Loursais (episodi 8): Geneviève Bourgoin
- 1962 L'inspecteur Leclerc enquête
  - Vengeance de Marcel Bluwal
  - Feu Mr Serley de Jean Laviron
- 1966 sèrie Vive la vie de Joseph Drimal: Esther
- 1971 telenovel·la Quentin Durward de Gilles Grangier
- 1975 Salvator et les Mohicans de Paris telenovel·la de Bernard Borderie basada en el fulletó d'Alexandre Dumas: Léonore
- 1982 Joëlle Mazart: La directora
- 1966 Les chiens ne font pas des chats d'Ariel Zeitoun: Mamouchka
- 2005 Faites comme chez vous ! de Gil Galliot: Maryse Berthelot

## Teatre
(tots els teatres a París, si no s'indica altrament)
- 1951 L'inconnue d'Arras d'Armand Salacrou, a Brussel·les
  - Lysistrata de Maurice Donnay, basada en l'obra epònima d'Aristòfanes, direcció de Raymond Hermantier, Théâtre de la Comédie
  - O ma maitresse de Jacques Deval, en gira amb la companyia d'Alice Cocea
  - Pour avoir Adrienne de Louis Verneuill, Théâtre Caumartin
- 1952 Une nuit chez vous madame de Jean de Létraz, T. du Palais-Royal
  - Sans cérémonie de Jacques Vilfrid, Théâtre Daunou
  - Virginie de Michel André, T. Daunou
- 1954 La bêtise de Cambrai de Jean de Létraz, T. du Palais-Royal
- 1955 L'amour, toujours l'amour de Jean Girault i Jacques Vilfrid, Théâtre du Parc (Brussel·les)
  - Elle est folle, Carole de Jean de Létraz, direcció de Simone de Létraz, Théâtre du Palais-Royal
  - Le plaisir d'aimer de Jean de Létraz, Théâtre du Vaudeville (Brussel·les)
  - Treize à table de Marc-Gilbert Sauvajon, T. du Vaudeville
- 1956 Virginie de Michel André, direcció de Christian-Gérard, T. Daunou
  - Saint innocent d'Annie Dubreuil, Théâtre de la Potinière[notes 7]
- 1957 Faisons un rêve de Sacha Guitry, Théâtre du Parc (Brussel·les)
  - Une femme trop honnête d'Armand Salacrou, direcció de Georges Vitaly, Théâtre Edouard VII
  - Le monsieur qui a perdu ses clefs de Michel Perrin, direcció de Raymond Gérôme, T. Edouard VII
- 1958 L'amant de paille de Marc-Gilbert Sauvajon, gira
- 1959 De sept heures à sept heures de Guillaume Hanoteau i Philippe Georges, basant-se en l'obra de Robert Cedric Sherriff, direcció de Max Mégy, Théâtre des Arts
- 1960 Le Comportement des époux Bredburry de François Billetdoux, dirigida per l'autor, Théâtre des Mathurins
- 1961 Château en Suède de Françoise Sagan, gira
- 1962 Bonne chance les héros de René Jolivet, Théâtre en Rond
- 1965 Pique-nique en ville de Georges de Tervagne, T. du Palais Royal
- 1967 Fedra de Jean Racine, gira
- 1969 Cash-Cash d'Alistair Foot i Anthony Marriott, direcció de Michel Vocoret, Théâtre Fontaine
  - Fleur de cactus de Pierre Barillet i Jean-Pierre Grédy, Théâtre des Bouffes Parisiens
  - Le cœur sous le paillasson de Kay Bannerman i Harold Brooke, Théâtre des Capucines
- 1970 Une poignée d'orties de Marc-Gilbert Sauvajon, direcció de Jacques-Henri Duval, Théâtre de la Michodière
- 1971 Le doux oiseau de la jeunesse[notes 8] de Tennessee Williams, direcció d'André Barsacq, Théâtre de l'Atelier
- 1972 Duos sur canapé de Marc Camoletti, dirigida per l'autor, Théâtre Michel
  - La soupière de Robert Lamoreux, Théâtre du Gymnase
- 1973 La situation est grave... mais pas désespereée ! de Pierre Germont, T. Daunou
- 1974 Jean de la lune de Marcel Achard, gira
- 1975 La baraka, Théâtre Européen
  - Antoine et Cléopâtre de William Shakespeare, gira
- 1977 La mégère apprivoisée de W.Shakespeare, al festival de Carpentras
- 1978 Les trois mousquetaires en l'adaptació L'escrime ne paie pas de Francis Perrin, gira amb Tréteaux de France
  - Volpone en l'adaptació de Jules Romain, al festival de Sète
- 1979 C'est à cette heure ci que tu rentres ? de Michel Fermaud, direcció de Jean-Luc Moreau, Théâtre des Nouveautés
- 1981 La vie est trop courte d'André Roussin, direcció de Michel Fagadau, Théâtre Daunou (reposició el 1983 al Théâtre de la Gaîté-Montparnasse)
- 1983 Les derniers devoirs de Louis Calaferte, gira
- 1985 La Berlue de Jean-Jacques Bricaire et Maurice Lasaygues, direcció de René Clermont, Petit Marigny
- 1990 Coiffure pour dames de Robert Harling, direcció de Stéphane Hillel, T. de la Gaîté-Montparnasse
- 1991 Le cimetière des éléphants de Gilles Guillot, Théâtre de la Plaine
- 1992 Les poupées de Martin Provost, direcció de Guy Rétoré, gira
  - Marie Tudor de Victor Hugo, direcció de Jean-Renaud Garcia, festival
- 1993 La Chatte sur un toit brûlant de Tennessee Williams, direcció de Michel Fagadau, Théâtre Marigny
  - Lundi 8 heures de Jacques Deval, direcció de Régis Santon
- 1994 Un air de famille de Jean-Pierre Bacri i Agnès Jaoui, direcció de Stephan Meldegg, Théâtre de la Renaissance
- 1999 Parle-moi de Laura d'Egon Wolf, direcció de Daniel Delprat, Théâtre de la Rive Gauche
- 2001 Raison de famille de Gérald Aubert, direcció de Gildas Nourdet, gira
- 2004 Crise de mères de Martial Courcier, direcció de Éric Le Roch, Théâtre Splendid-Saint-Martin
- 2006 Toc Toc de Laurent Baffie, dirigida per l'autor, T. du Palais-Royal

## Premis
- Premis César 1981: nominació pel César a la millor actriu secundària per Un Mauvais fils
- Premis Molière 1995: nominació pel premi a la millor actriu secundària per Un air de famille